# Pyrbaum
Pyrbaum – gmina targowa w Niemczech, w kraju związkowym Bawaria, w rejencji Górny Palatynat, w regionie Ratyzbona, w powiecie Neumarkt in der Oberpfalz. Leży w Jurze Frankońskiej, około 15 km na północny zachód od Neumarkt in der Oberpfalz, ok. 21 km od Norymbergi.

## Dzielnice
W skład gminy wchodzą następujące dzielnice: 
- Pyrbaum
- Seligenporten
- Rengersricht
- Schwarzach
- Oberhembach
- Pruppach
- Dennenlohe
- Neuhof
- Dürnhof
- Asbach
- Birkenlach
- Münchsmühle
- Neumühle
- Straßmühle